# Hattrick
Jako hattrick (z anglického hat trick, doslova „trik s kloboukem“) se v mnoha sportech označuje výkon, kterého hráč dosáhne obecně třemi úspěchy v jednom zápase. Například ve fotbale či ledním hokeji je hattrickem vstřelení tří gólů v jednom zápase jedním hráčem.
Historicky je tento termín z dob Britského impéria (19. století), kdy vítěz kriketového turnaje (v oblasti Indie a Pákistánu) za získání tří vítězných bodů získal od pořadatele výhru v podobě klobouku. V hokeji se na některých místech a v některých soutěžích praktikuje zvyk, že je vstřelení hattricku odměněno záplavou pokrývek hlavy, které diváci vrhnou na led.

## Hattrick v různých sportech

### Fotbal, hokej
Ve fotbale či ledním i pozemním hokeji dosáhne hattricku hráč, který v jednom zápase vstřelí tři branky. Někdy se užívají další zpřísňující kritéria, například že všech tří branek musí být dosaženo v jednom poločase či třetině, nebo že mezi těmito třemi brankami nesmí padnout jiný gól (vstřelený jiným hráčem). (Každopádně se však nepočítají góly padlé v penaltovém rozstřelu, resp. samostatných nájezdech při rozhodování o výsledku nerozhodného zápasu, stejně jako u jiných gólových statistik.)
Nejrychlejšího hattricku v ledním hokeji dosáhl 23. března 1952 Bill Mosienko hrající za Chicago Blackhawks, který tři branky do sítě New York Rangers vstřelil během 21 sekund.

### Formule 1
Ve Formuli 1 získá hattrick pilot, který dokáže během jedné Velké ceny zajet pole position, nejrychlejší kolo i zvítězit. Aktuálním držitelem rekordu v počtu hattricků je Michael Schumacher, který jich během své kariéry dokázal získat 22.
První hattrick získal Giuseppe Farina s vozem Alfa Romeo, hned v prvním závodě Grand Prix Velké Británie 1950.

#### Počet dosažených hattricků podle jezdců
- Aktualizováno po Grand Prix Abú Zabí 2018

| Tučné   | Jezdci, kteří se účastní sezóny 2019 |
| Kurzíva | Jezdci, kteří se stali Mistry světa  |

| Jezdec             | Aktivní roky         | Počet |
| ------------------ | -------------------- | ----- |
| Michael Schumacher | 1991–2006 2010–2012  | 22    |
| Lewis Hamilton     | 2007–dosud           | 14    |
| Jim Clark          | 1960–1968            | 11    |
| Juan Manuel Fangio | 1950–1958            | 9     |
| Alain Prost        | 1980–1993            | 8     |
| Sebastian Vettel   | 2007–dosud           | 8     |
| Alberto Ascari     | 1950–1955            | 7     |
| Ayrton Senna       | 1984–1994            | 7     |
| Damon Hill         | 1992–1999            | 5     |
| Mika Häkkinen      | 1991–2001            | 5     |
| Nigel Mansell      | 1980–1995            | 5     |
| Fernando Alonso    | 2001 2003-2018       | 5     |
| Stirling Moss      | 1951–1961            | 4     |
| Jackie Stewart     | 1965–1973            | 4     |
| Jacky Ickx         | 1966–1979            | 4     |
| Felipe Massa       | 2002 2004-2017       | 4     |
| John Surtees       | 1960–1972            | 3     |
| Jack Brabham       | 1955–1970            | 3     |
| Niki Lauda         | 1971–1985            | 3     |
| Nico Rosberg       | 2006–2016            | 3     |
| Nelson Piquet      | 1978–1991            | 3     |
| James Hunt         | 1973–1979            | 2     |
| Alan Jones         | 1975–1986            | 2     |
| Mario Andretti     | 1968–1982            | 2     |
| Jacques Villeneuve | 1996–2006            | 2     |
| Graham Hill        | 1958–1975            | 2     |
| Jacques Laffite    | 1974–1986            | 2     |
| Gerhard Berger     | 1984–1997            | 2     |
| Kimi Raikkonen     | 2001–2009 2012–dosud | 2     |
| Rubens Barrichello | 1993–2011            | 2     |
| Bill Vukovich      | 1950–1955            | 1     |
| Giuseppe Farina    | 1950–1955            | 1     |
| Tony Brooks        | 1956–1961            | 1     |
| Mike Hawthorn      | 1952–1958            | 1     |
| Phil Hill          | 1958–1964            | 1     |
| Jochen Rindt       | 1964–1970            | 1     |
| Gilles Villeneuve  | 1977–1982            | 1     |
| Juan Pablo Montoya | 2001–2006            | 1     |
| Jo Siffert         | 1962–1971            | 1     |
| Valtteri Bottas    | 2013–dosud           | 1     |
| Ronnie Peterson    | 1970–1978            | 1     |
| Clay Regazzoni     | 1970–1980            | 1     |
| Carlos Reutemann   | 1972–1982            | 1     |
| David Coulthard    | 1994–2008            | 1     |
| Jenson Button      | 2000–2016            | 1     |